# 西看台 (老特拉福德球場)

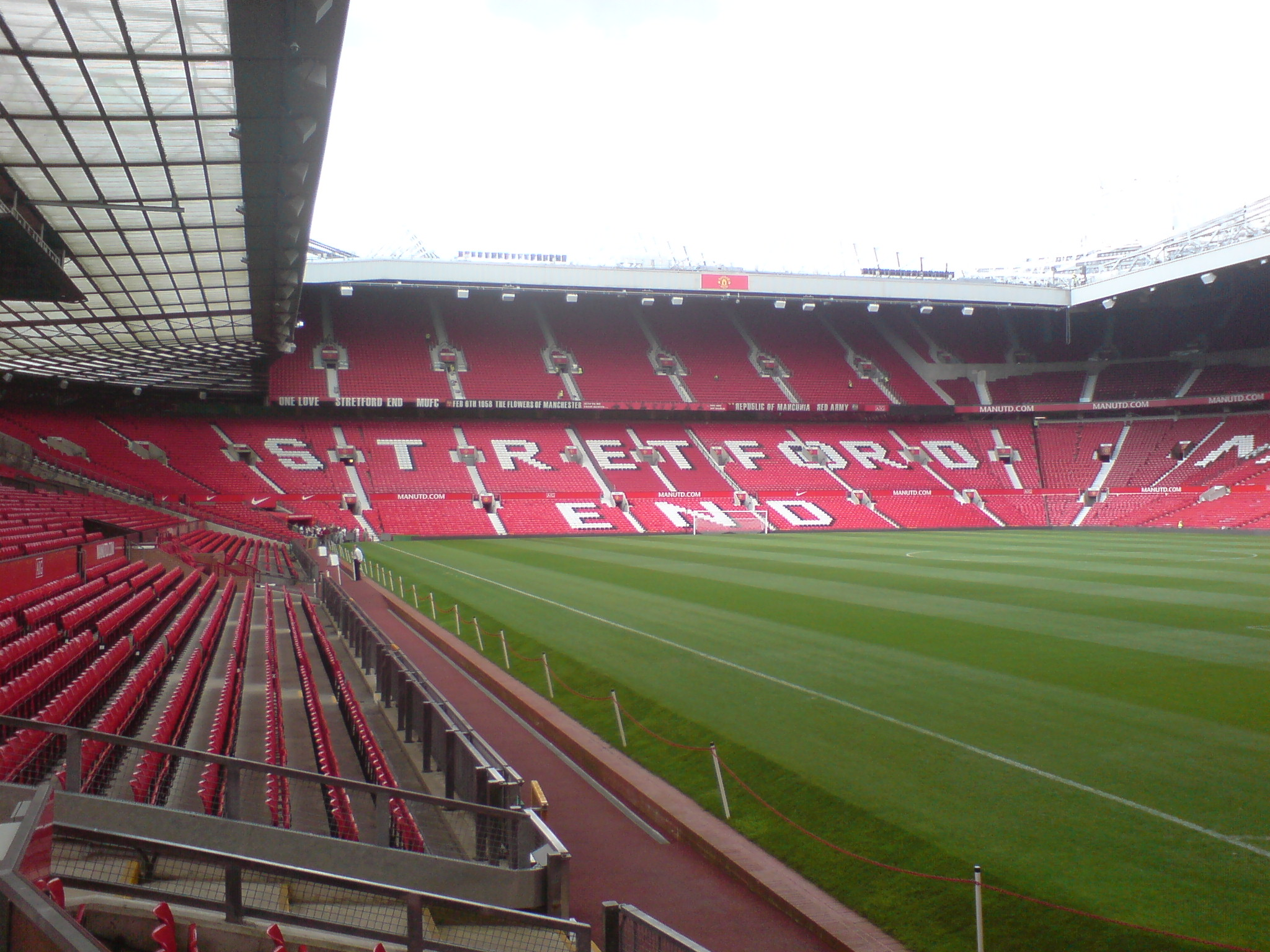
從奧脫福球場東南角落拍攝西看台

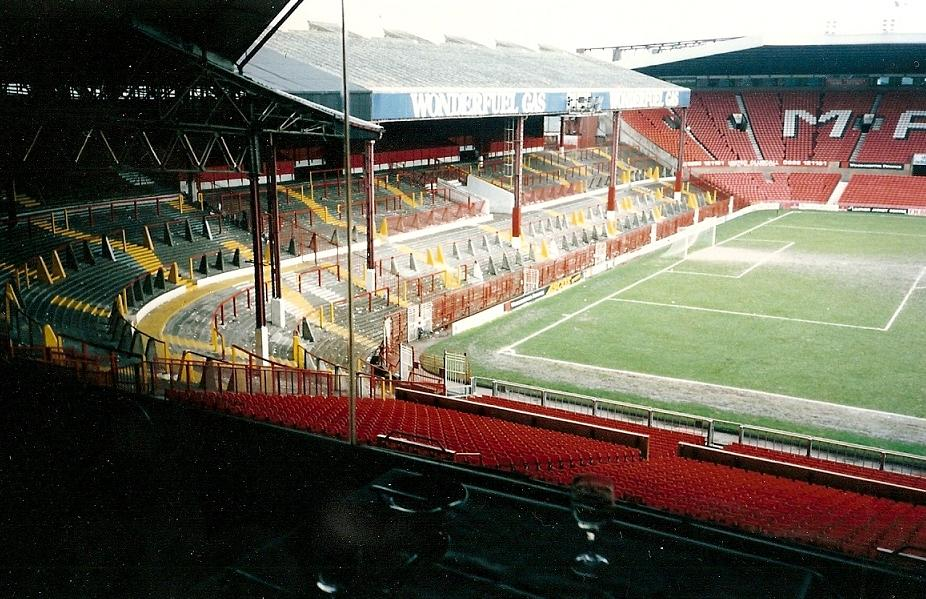
1993年前的斯特雷特福德端階梯看台

西看台是位於曼徹斯特聯足球俱樂部的主場球場老特拉福德球场西面球門後方的一座看台的官方名稱，一般稱為斯特雷特福德端，名字源於從球場草坪中心望向西看台，正處於鄰近的市鎮斯特雷特福德（Stretford）的方向。看台分為上下兩層，與其他看台相同的均設有懸臂式頂蓋。

## 歷史
在全坐席球場以前的歲月，斯特雷特福德端是老特拉福德球场主要的立席區域，可容約2萬名球迷。曾經量度得斯特雷特福德端群眾的歡呼聲浪比珍寶客機起飛還要高。最後一場在這個著名的階梯看台面前進行的賽事是1991/92年球季甲組聯賽閉幕戰，曼聯以3-1擊敗熱刺。
1992年休季時階梯看台被拆卸，於1992/93年球季末建成造價1,000萬英鎊全坐席的懸臂式看台，使到奧脫福球場符合「泰萊報告書」（Taylor Report）的要求成為全坐席運動場，並正式更名「西看台」（West Stand），但仍時常被稱為「斯特雷特福德端」（Stretford End）。2000/01年球季西看台擴建增設上層座位，同時亦設置多個行政廂房，而下層則部分改為家庭坐席區。與南看台連接的角落是球員的進場通道。隨著曼聯與贊助商沃达丰（Vodafone）提前解約，而新贊助商美國國際集團（AIG）的標誌沒有在看台座位顯示，而Nike的「一剔」標誌被移到對面的東看台，西看台下層的座位排出「STRETFORD END」的字樣。
只有丹尼斯·劳及簡東拿獲死硬的曼聯球迷封為「斯特雷特福德端大帝」（King of the Stretford End），前者因其出眾的入球紀錄，而後者則因其在場上的魅力。
「Stretford End」亦是「夢幻網站」（The Website of Dreams）「www.stretfordend.co.uk」的域名，在互联网提供超過1,200頁有關曼聯賽事數據、球員資料與歷史，於2006年11月開始成為曼聯官網「www.manutd.com」的統計官方供應商。而網站亦為曼聯旗下兩個慈善組織，「曼聯殘疾球迷協會」（Manchester United Disabled Supporters' Association，簡稱MUDSA）及「United for Unicef」，籌募善款。

## 橫幅
自從西看台第二層啟用後，曼聯准許支持球迷在第二層看台前方圍牆懸掛橫幅，由球迷團體設計及集資製造，統稱為「斯特雷特福德端旗幟」（Stretford End Flags），橫幅的口號包括：

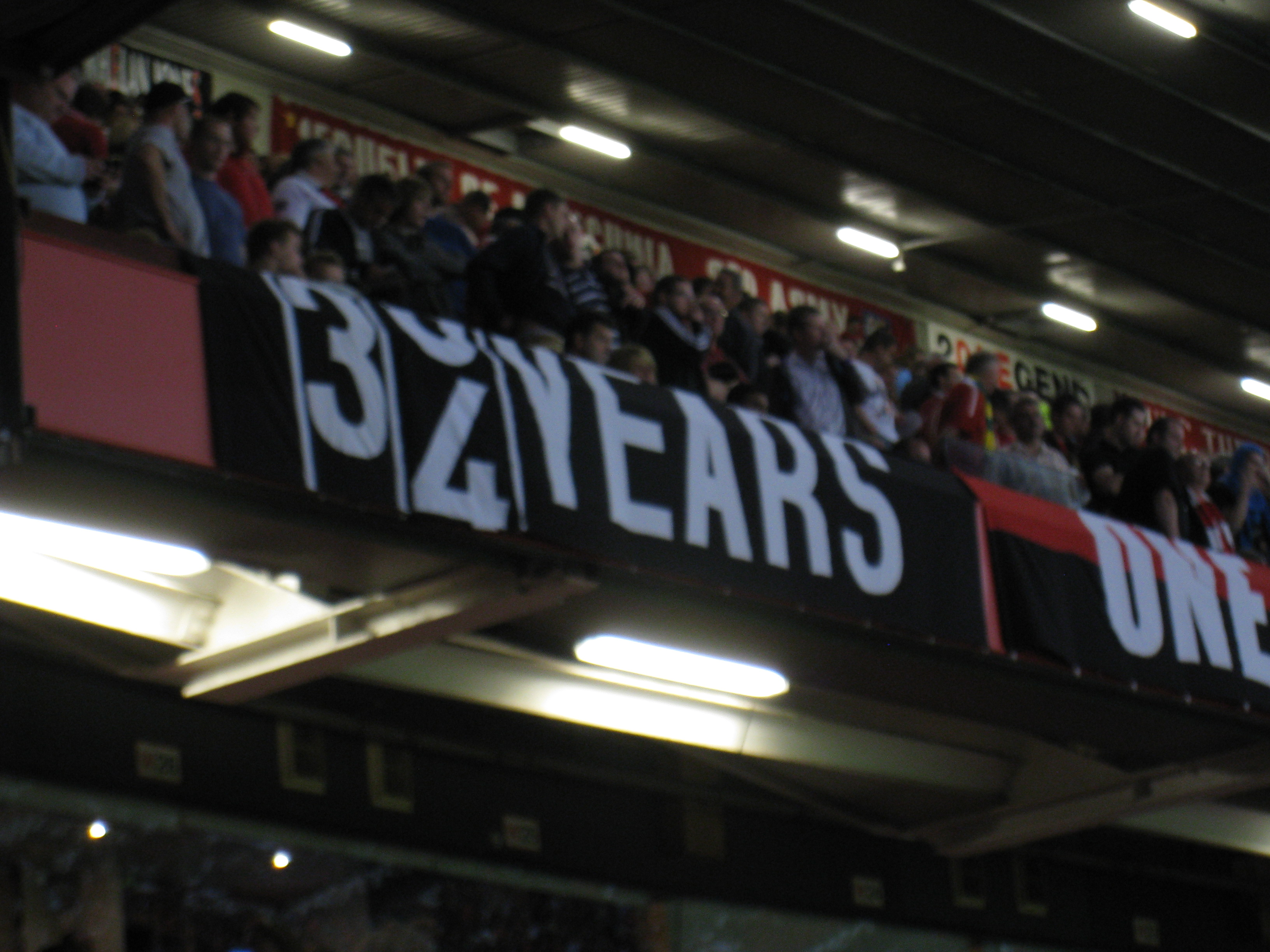
於2010/11年球季開始時，橫幅的數字處於上一年「34」與來年「35」之間（3年）

- 「3{\displaystyle _{6}^{5}} Years」（3{\displaystyle _{6}^{5}}年） — 是表示曼聯的宿敵曼城最後一次奪得重要錦標至今的年期，曼城最近一次是贏得1976年的英格蘭聯賽盃，球迷購買一套附有魔術貼的數目字，可以按年更新。原來的橫幅在格拉沙家族收購後被拆除，球迷再創作一個仿照「數字鐘」橫幅，並可於電視轉播半場時在賽事評述員廂房中看到。每年2月28日在1976年聯賽盃決賽的週年日，橫幅數字會被更新，表示曼城再迎來「四大皆空」的一年。由於曼城已在2011年的聯賽盃出局，2011年2月28日將橫幅更新為「3{\displaystyle _{6}^{5}}年」[1]。
- 「MUFC The Religion」（MUFC一個宗教） — 是表示對球會的狂熱及忠誠，「MUFC」是曼聯的首字母縮略字。
- 「Manchester is my Heaven」（曼徹斯特是我的天堂） — 首見於2010年1月，紅色的橫幅印上马特·巴斯比肖像及「MANCHESTER IS MY HEAVEN」字樣。源於1956年伯纳乌請求马特·巴斯比執教皇家馬德里，並稱：『離開曼徹斯特到馬德里吧，我會給您一個樂園（paradise）。』，但為马特·巴斯比所拒，回應說：『我的天堂（heaven）在曼徹斯特。』。
- 「Republik of Mancunia – Red Army」（曼徹斯特共和國－紅軍） — 用伪西里尔字母的字樣，印證曼徹斯特支持者的自豪，亦顯示他們對英格蘭代表隊的冷漠。
- 「2O LEGEND」（20傳奇） — 對現已退役的名宿蘇斯克查（Ole Gunnar Solskjær）的致敬，當製作橫幅時他已因傷缺陣超過一年，蘇斯克查穿著「20」號球衣，「OLE」（奧萊）則是蘇斯克查的名字。
- 「One Love – Stretford End – MUFC」（唯一的愛－斯特雷特福德端－MUFC） — 《唯一的愛》（One Love）是曼徹斯特另类摇滚樂隊石玫瑰（The Stone Roses）的一首樂曲名稱，於1999年欧洲冠军联赛决赛中演出，最終曼聯奪得錦標。
- 「6 February 1958 – The Flowers of Manchester」（1958年2月6日－曼徹斯特之花） — 對慕尼黑空难的致敬，空难中有八名曼聯球員罹難。《曼徹斯特之花》（The Flowers of Manchester）是樂隊「The Spinners」 的致敬歌曲名稱。
- 「Form Is Temporary Class Is Permanent」 – 橫幅顯示曼聯的歷史，上有16個英超錦標，表示剎那光輝不是永恆，有挖苦車路士及曼城的意思。
- 「Sent To Me From Heaven...You Are My World」 — 向已故的佐治·貝斯致敬，取自石玫瑰（The Stone Roses）名曲《Sally Cinnamon》的歌詞。橫幅印有佐治·貝斯、博比·查尔顿和丹尼斯·劳，马特·巴斯比和亚历克斯·弗格森，布莱恩·罗布森、罗伊·基恩和埃里克·坎通纳的肖像，融和巴斯比與弗格森兩個黃金時代。

2005年6月由於球場角落需要進行工程而所有橫幅暫時移走，但大部分橫幅的主人為抗議格拉沙家族收購曼聯而決定不再將橫幅掛回原位。其後有更多由球迷設計的新橫幅再現西看台，而部分舊橫幅如「One Love」亦返回原位。
新橫幅
- 「MUFC - EST 1878 WE'LL NEVER DIE」 — 首見於對布力般流浪的賽事。
- 「Blue Nose day comic relief for 29 yrs」 — 首見於對曼城的賽事。
- 「Noel Cantwell 1932-2005 RIP」（诺埃尔·坎特维尔 1932-2005 安息） — 悼念曼聯奪得1963年英格蘭足總盃的已故隊長诺埃尔·坎特维尔（Noel Cantwell），於對曼城之戰展示，「RIP」即「Rest In Peace」，安息或一路好走之意。
- 「Eusebio and I say Kiddo...Kiddo, Kiddo - Wembley'68」（（你說）尤西比奧而我高呼傑度...傑度、傑度－溫布萊'68） — 是曼聯球迷為1968年欧洲冠军杯决赛入球功臣之一的白賴仁·傑特（Brian Kidd）創作的「打氣歌」，於歐聯再戰賓菲加時展出。
- 「United > England」（曼聯 > 英格蘭） — 於對熱刺的賽事首次展示，顯示曼聯球迷對英格蘭代表隊的冷漠，但其後因接獲投訴而被禁。
- 「For Everymanc A Religion」 — 源於石玫瑰（The Stone Roses）前主音歌手伊恩·布朗（Ian Brown）的歌曲《F.E.A.R.》。
- 「European Capital of Trophies - Manchester 08」（歐洲錦標之都－曼徹斯特 08） — 是回應利物浦市於2009年獲選為欧洲文化之都，當年曼聯贏得英超、歐聯及世冠盃三項冠軍榮譽，反觀老對手利物浦卻空手而回，再次「四大皆空」。

由於經年累月暴露於看台上，橫幅逐漸退色及破爛，部分橫幅原件已改置於奧脫福球場內其他的位置。「One Love」橫幅已退成粉紅色，故此另造一條仿製品置於原位，而原件則改掛於西看台第二層的大堂。其他大部分的橫幅現時已改掛在西看台第二層的後方，在最後一排座位的上方。

## 雕像
在西看台上層大堂豎立1960年代曼聯名宿丹尼斯·劳的雕像，於2002年9月23日揭幕，他被忠心的支持者稱為「斯特雷特福德端大帝」（King of the Stretford End）。

## 外部連結
- Access to Stretford End - The Website of Dreams（页面存档备份，存于）
- www.stretford-end.com （页面存档备份，存于）
- www.stretfordenders.net
- www.stretfordendflags.com